# I. e. 190-es évek
Évszázadok: i. e. 3. század – i. e. 2. század – i. e. 1. század
Évtizedek: i. e. 240-es évek – i. e. 230-as évek – i. e. 220-as évek – i. e. 210-es évek – i. e. 200-as évek – i. e. 190-es évek – i. e. 180-as évek – i. e. 170-es évek – i. e. 160-as évek – i. e. 150-es évek – i. e. 140-es évek
Évek: i. e. 199 – i. e. 198 – i. e. 197 – i. e. 196 – i. e. 195 – i. e. 194 – i. e. 193 – i. e. 192 – i. e. 191 – i. e. 190